# Live in Texas
Live in Texas (с англ. — «Из Техаса вживую») — первый концертный альбом американской  рок-группы Linkin Park и третий DVD (ранее выходили Frat Party at the Pankake Festival и The Making of Meteora), впервые изданный 18 ноября, 2003.

## Об альбоме
Помимо DVD-диска, в издание вошёл бонусный CD, содержащий 12 песен с DVD. Оставшиеся треки можно найти на Linkin Park Underground 3.0 EP. Аудиодорожки на CD смикшированы иначе, чем на DVD. DVD/CD выходил в двух версиях: CD и DVD-боксе.
Все песни были записаны 2 и 3 августа во время концертов тура Summer Sanitarium Tour 2003 на стадионе Релиант в Хьюстоне, Техас и стадион Техас в Ирвинге, Техас.
Видеоконцерт создан из аудиодорожки с концерта в Ирвинге и видео с обоих концертов; хотя музыканты группы одеты на обоих концертах в одну и ту же одежду, можно заметить некоторые различия. Например, можно заметить, что Майк Шинода одет в похожие, но немного отличающиеся футболки, гитара Брэда Делсона меняется несколько раз в середине песен с красной PRS на чёрный Ibanez, без перерыва в гитарном звучании, а также тот факт, что зелёная рубашка вокалиста Честера Беннингтона видна то влажной от пота, то полностью сухой в следующем кадре, когда он показывается на экране.

## Список композиций

### CD
1. «Somewhere I Belong» — 3:37
2. «Lying from You» — 3:07
3. «Papercut» — 3:06
4. «Points of Authority»—3:25
5. «Runaway» — 3:07
6. «Faint» — 2:47
7. «From the Inside» — 3:00
8. «P5hng Me A*wy» — 5:05
9. «Numb» — 3:06
10. «Crawling» — 3:33
11. «In the End» — 3:31
12. «One Step Closer» — 4:13

### DVD
1. «Don’t Stay»
2. «Somewhere I Belong»
3. «Lying from You»
4. «Papercut»
5. «Points of Authority»
6. «Runaway»
7. «Faint»
8. «From the Inside»
9. «Figure.09»
10. «With You»
11. «By Myself»
12. «P5hng Me A*wy»
13. «Numb»
14. «Crawling»
15. «In the End»
16. «A Place for My Head»
17. «One Step Closer»

## Участники записи
- Linkin Park:
  - Честер Беннингтон — вокал
  - Роб Бурдон — ударные
  - Брэд Делсон — гитара
  - Джо Хан — вертушка, семплы
  - Феникс — бас-гитара
  - Майк Шинода — вокал, ритм-гитара, клавишные, семплы
- Мировое представительство: Роб Макдермотт (англ. Rob McDermott)) из The Firm
- Дополнительное представительство: Райан Саулло (англ. Ryan Saullo) и Райан Демарти ((англ. Ryan DeMarti)
- Агент по продаже билетов: Майк Арфин (англ. Mike Arfin) из Artist Group International
- Юрист: Дэнни Хэйс (англ. Danny Hayes) из Davis, Shapiro, Lewit, Montone & Hayes
- Бизнес-менеджер: Майкл Оппенхайм (англ. Michael Oppenheim) и Джонатан Шварц (англ. Jonathan Schwartz) из Gudvi, Sussman and Oppenheim
- Мировое лицензирование и мерчендайзинг: Bandmerch
- Креативный директор: Майк Шинода (англ. Mike Shinoda) и the Flem
- Художественная постановка и дизайн: The Flem
- Дизайн упаковки: The Flem
- Дизайн буклета: Lawrence Azerrad Design
- Фотографии для упаковки: Грет Уотерманн (англ. Gret Watermann)

### CD
- Продюсирование и микширование: Джош Абрахам (англ. Josh Abraham)
- Инженеринг: Райан Уильямс (англ. Ryan Williams)
- Инженеринг ProTools: Брэндон Бельски (англ. Brandon Belsky)
- Смикширован на Pulse Recordings, Лос-Анджелес, Калифорния.

### DVD
- Режиссёр: Кимо Праудфут (англ. Kimo Proudfoot)
- Продюсер DVD: Мэтт Кальтабиано (англ. Matt Caltabiano)
- Оператор: Джим Хоукинсон (англ. Jim Hawkinson)
- Монтаж: Кевин Маккалох (англ. Kevin McCullough)
- Мобильная звукозапись:
  - Концертный звуковой инженер: Джоэл Сингер (англ. Joel Singer) из Effanel Music
  - Вспомогательный звуковой инженер: Харди Камсани (англ. Hardi Kamsani) из Effanel Music
- Оборудование для мобильной звукозаписи предоставлено Effanel Music
- Продюсер: Дэвид Мэй (англ. David May)
- Мастеринг DVD: Gateway Mastering
- Производственный директор DVD: Пенни Марциано (англ. Penny Marciano)
- Художественный координатор DVD: Рэна Винскотт (англ. Raena Winscott)
- Художественный дизайн DVD: Шон Донелли (англ. Sean Donnelly) и Кимо Праудфут (англ. Kimo Proudfoot)
- Авторинг: Wamo